# Miranda Yap
Miranda Yap (agosto de 1948-14 de octubre de 2015) fue una bioquímica, y profesora de ingeniería bioquímica, química y científica biomolecular en el Departamento de la Universidad Nacional de Singapur, y directora ejecutiva del Bioprocessing Instituto de Tecnología en la Agencia de Ciencia, Tecnología e Investigaciones de Singapur (A*STAR).

## Educación
En 1979, obtuvo un PhD en ingeniería química por la Universidad de Toronto; y anteriormente recibió un grado básico en química aplicada por la Universidad de Singapur, hoy Universidad Nacional de Singapur  (NUS), y el grado de maestría en ingeniería bioquímica por la Londres Universitario Universitario en 1973.

## Carrera
En 1982, regresó a Singapur para unirse a NUS. Con una subvención de gobierno,  ayudó a establecer la Unidad de Tecnología de Bioprocesos (BTU) en 1990, más tarde rebautizado como Centro de Tecnología de Bioprocesos (BTC) en 1995 como centro de investigaciones nacionales de bioprocesos con Yap como su directora. En 2003, el centro se rebautizó Instituto de Tecnología de Bioprocesos (BTI) y reubicado al nuevo Centro Biopolis en Singapur. También fundó dos organizaciones, el Centro de Estudios de Productos Naturales (hoy Merlion Pharmaceuticals) y el Centro Tecnológico de Fabricación Biofarmacéutica (hoy A-Bio Pharma). Durante su carrera,  publicó 58 papeles, en revistas con revisión por arbitraje.
En febrero de 2006, Yap fue nombrada Asociada Extranjera de la Academia Nacional de Ingeniería de EE. UU. Su cita elegida fue "sus consecuciones excepcionales en educación, investigaciones y administración en el campo de cultivos de células de mamífero". Es la única científica mujer y segunda de Singapur en ser elegida a la Academia. Se le otorgó la Medalla Presidenta Ciencia y Tecnología en 2009, devinio primera ganadora mujer del Premio de Ciencia de Singapur.
Yap fue nombrada Directora Ejecutiva de A*STAR Graduate Academy en noviembre de 2006, focalizando en la administración de talento y desarrollo en sociedad de la Londres Universitario Imperial.
Ha sido conferenciante en el Curso Avanzado en Tecnología de Célula en la Universidad de Minnesota.

## Personal
Yap se casó con el Dr. Yap Kian Tiong. La Dra. Yap falleció en Singapur en octubre de 2015, cinco años después de adolecer de un aneurisma.